# Gabriel Milito
Gabriel Alejandro Milito (Bernal (Buenos Aires), 7 september 1980) is een Argentijns voetbaltrainer en voormalig voetballer. Hij speelde van 1997 tot en met 2012 voor Independiente, Real Zaragoza en FC Barcelona. Daarnaast was hij van 2000 tot en met 2011 international van het Argentijns voetbalelftal, waarvoor hij 42 interlands speelde en één keer scoorde. Milito is een jongere broer van Diego Milito, eveneens voormalig profvoetballer.

## Clubcarrière
Milito speelde in eigen land van 1997 tot 2003 voor Independiente, na eerder in de jeugdelftallen van deze club te hebben gespeeld. De verdediger won met Los Diablos Rojos in 2002 de Apertura van de Primera División de Argentina. Milito werd in 2003 gecontracteerd door Real Zaragoza, nadat een transfer naar Real Madrid op het laatste moment niet doorging.
Bij Los Blanquillos won hij in 2004 de Copa del Rey en de Supercopa de España en Milito speelde vanaf 2005 samen met zijn broer Diego Milito, die aanvaller is. In juli 2007 vertrok de verdediger voor 17 miljoen euro naar FC Barcelona. In zijn eerste seizoen bij Barça overtuigde Milito direct en hij vormde meestal met aanvoerder Carles Puyol het centrale verdedigingsduo. Eind april 2008 liep hij in de UEFA Champions League-wedstrijd tegen Manchester United een zware knieblessure op.
In december 2009 maakte Milito zijn rentree bij FC Barcelona, waarmee hij in het seizoen 2009/10 de Primera División won. Op 15 augustus 2011 werd bekend dat Milito per direct terugkeerde naar zijn oude club Independiente. De reden dat Milito bij FC Barcelona niet in aanmerking kwam voor een nieuw contract was vanwege zijn vele blessures.
Op 12 juni 2012 kondigde hij aan definitief te stoppen met voetballen. Ondanks zijn relatief jonge leeftijd, voelde hij zich mentaal en fysiek niet goed genoeg meer om verder te spelen.

## Clubstatistieken
| Seizoen    | Club          | Land       | Competitie       | Wedstrijden | Doelpunten |
| ---------- | ------------- | ---------- | ---------------- | ----------- | ---------- |
| 1997/98    | Independiente | Argentinië | Primera División | 2           | 0          |
| 1998/99    | Independiente | Argentinië | Primera División | 25          | 0          |
| 1999/00    | Independiente | Argentinië | Primera División | 34          | 1          |
| 2000/01    | Independiente | Argentinië | Primera División | 25          | 1          |
| 2001/02    | Independiente | Argentinië | Primera División | 3           | 0          |
| 2002/03    | Independiente | Argentinië | Primera División | 34          | 0          |
| 2003/04    | Real Zaragoza | Spanje     | Primera División | 34          | 0          |
| 2004/05    | Real Zaragoza | Spanje     | Primera División | 35          | 3          |
| 2005/06    | Real Zaragoza | Spanje     | Primera División | 34          | 1          |
| 2006/07    | Real Zaragoza | Spanje     | Primera División | 35          | 1          |
| 2007/08    | FC Barcelona  | Spanje     | Primera División | 28          | 1          |
| 2008/09    | FC Barcelona  | Spanje     | Primera División | 0           | 0          |
| 2009/10    | FC Barcelona  | Spanje     | Primera División | 12          | 0          |
| 2010/11    | FC Barcelona  | Spanje     | Primera División | 10          | 0          |
| 2011/12    | Independiente | Argentinië | Primera División | 32          | 0          |
|            |               |            | Totaal           | 343         | 8          |
| Bijgewerkt | 13-05-2020    |            |                  |             |            |

## Interlandcarrière
Milito debuteerde op 20 december 2000 in het Argentijns nationaal elftal, tegen Mexico. Hij nam met Argentinië deel aan de Confederations Cup 2005, het WK 2006 en de Copa América 2007.

## Erelijst
| Competitie            |               |                           |               |               |
| Competitie            | Aantal        | Jaren                     |               |               |
| Real Zaragoza         | Real Zaragoza | Real Zaragoza             | Real Zaragoza | Real Zaragoza |
| --------------------- | ------------- | ------------------------- | ------------- | ------------- |
| Copa del Rey          | 1x            | 2003/04                   |               |               |
| Supercopa de España   | 1x            | 2004                      |               |               |
| FC Barcelona          |               |                           |               |               |
| Internationaal        |               |                           |               |               |
| FIFA Club World Cup   | 1x            | 2009                      |               |               |
| UEFA Champions League | 2x            | 2008/09, 2010/11          |               |               |
| UEFA Super Cup        | 1x            | 2009                      |               |               |
| Nationaal             |               |                           |               |               |
| Primera División      | 3x            | 2008/09, 2009/10, 2010/11 |               |               |
| Copa del Rey          | 1x            | 2008/09                   |               |               |
| Supercopa de España   | 2x            | 2009, 2010                |               |               |